# عرض العدين (جبلة)

تعديل مصدري - تعديل

عرض العدين محلة تابعة لقرية الطهابي، التابعة لعزلة المكتب بمديرية جبلة إحدى مديريات محافظة إب في الجمهورية اليمنية، بلغ تعداد سكانها 76 حسب تعداد اليمن لعام 2004.